# Vierhäuschen
Vierhäuschen ist ein Ortsteil im Stadtteil Gronau von Bergisch Gladbach.

## Geschichte
Vierhäuschen ist die volkstümliche Bezeichnung für die neuzeitliche Siedlung Oberrodenbach. Es war eine neue Ansiedlung von zunächst vier kleinen Fachwerkhäusern, die in der zweiten Hälfte des 19. Jahrhunderts entstanden waren. Nachdem sich der Name Vierhäuschen als offizielle Bezeichnung der Siedlung durchgesetzt hatte, wurde er in der Häuserrolle von 1893 erstmals aufgeführt. In den 1920er und 1930er Jahren entstand hier eine bedeutende Siedlung.
1816 wandelten die Preußen die Mairie zur Bürgermeisterei Gladbach im Kreis Mülheim am Rhein, deren Teil Vierhäuschen war. Mit der Rheinischen Städteordnung wurde Gladbach 1856 Stadt, die dann 1863 den Zusatz Bergisch bekam.
Auf der Topographischen Aufnahme der Rheinlande von 1824 ist an der Stelle bereits Bebauung feststellbar. Ab der Preußischen Neuaufnahme von 1892 ist er auf Messtischblättern regelmäßig als Vierhäuschen und ab 1941, als dort die Straßenführung geändert wurde, ohne Namen verzeichnet.
| Jahr | Einwohner | Wohn- gebäude | Kategorie |
| ---- | --------- | ------------- | --------- |
| 1871 | 42        | 4             | Hofstelle |
| 1885 | 38        | 5             | Wohnplatz |
| 1905 | 45        | 5             | Wohnplatz |